# Ismael Ledesma
 (mars 2024).
Si vous disposez d'ouvrages ou d'articles de référence ou si vous connaissez des sites web de qualité traitant du thème abordé ici, merci de compléter l'article en donnant les références utiles à sa vérifiabilité et en les liant à la section « Notes et références ».
Pour les articles homonymes, voir Ledesma.
Ismael Ledesma est un harpiste et compositeur d'origine paraguayenne.

## Biographie
Fils d'artistes, il a pour parents Raimundo Ledesma et Luisa Ysabel Lucena. Il joue ses premières notes de harpe avec son père à l'âge de cinq ans. Il fait sa première apparition sur scène pour la première fois lors d'un festival scolaire à Fernando de la Mora au Paraguay à l'âge de six ans[réf. nécessaire]. A douze ans, il obtient sa première récompense en tant qu'interprète dans le cadre d'un festival de folklore organisé par l’ambassade du Chili au Paraguay.
Sa carrière de musicien commence avec le groupe de sa mère « Los Madrigales », qui se produit dans les divers lieux de concerts nocturnes d'Asuncion ainsi qu'à l'occasion de manifestations privées et sociales[réf. nécessaire]. À la fin de ses études secondaires, il est invité en France par son oncle le musicien Kike Lucena, installé à Paris depuis les années 70. Il se rend à Paris pour s'intégrer en 1982 au cercle de musiciens latino-américains de la capitale. Il fait alors partie de divers groupes de cette époque, tels que « Los Guayakies » de Pedro Leguizamon, « Los diablos del Paraguay » de Pedro Ramirez et « Los Tupi » de Rubito Luna. Il partage la scène avec divers artistes paraguayens résidant en France tels que Papi Echeverria, Juan Portillo, Lito Benitez, Johnny Cabrera, Pedro Fernandez et Alberto Jara, entre autres.
Il joue au Liban et en Israël avec « Los tres amigos paraguayos » de Julio D. Rojas. En 1984, il intègre l'ensemble de musique et de danse « América Latina con alegría y fuego » de Queta Rivero, sous la direction musicale de Cato Caballero[réf. nécessaire].
Il se joint ensuite à différents groupe, tels que « Latino Show » et « Peru Andino » jusqu'en 1985, où il décide de poursuivre sa carrière en solo. Parallèlement à ses activités artistiques, il se perfectionne en français, s'inscrivant à l'Université de la Sorbonne en Langue et civilisation françaises. Il devient également étudiant au Conservatoire international de musique de Paris Alfred-de-Vigny. Son premier concert comme soliste a lieu à Paris au Théâtre du Marais. C’est à cette époque qu'il décide de présenter ses propres compositions sur scène[réf. nécessaire]. 
Ismael Ledesma a réalisé treize CD avec divers producteurs français, allemands, suisses et paraguayens[réf. nécessaire]. Il a joué sur les scènes du monde entier, au Japon, aux États-Unis, en Turquie, en Égypte, en Jordanie et dans de nombreux pays d'Europe : Espagne, Luxembourg, Belgique, Portugal, Allemagne, Italie et Royaume-Uni[réf. nécessaire]. En France, il s'est produit sur les scènes les plus prestigieuses : L'Olympia en 1999, la Cité de la musique (la même année), le Bataclan et le Grand Rex[réf. nécessaire]. Il a également participé aux festivals de harpe les plus importants du monde entier : « Congrès de Prague mondial de la harpe », « Festival de la harpe d’Édimbourg », « Festival international de harpe celtique de Dinan », « Festival de la harpe de Stamford », « Harfetreffen » (« rencontres autour de la harpe ») et de nombreux autres.
Il se rend aussi régulièrement dans son pays, où il a joué dans le Centre paraguayen japonais, la Banque centrale du Paraguay, la Salle Molière de l’Alliance française, le Théâtre municipal « Ignacio A Pane ». Il a également participé à de grands événements Paraguayens tels que le « Festival Paraguaype » et à deux reprises au Festival mondial de la harpe. Ismael Ledesma est considéré comme un harpiste universel.

## Distinctions
- Propya Awards 2023 : nominations à l'album de l'année et à la chanson de l'année[6]
- Propya Awards 2024 : Pájaro Campana meilleure chanson de folklore instrumental[7]